# Færøsk hest
Den færøske hest (som på færøsk kaldes Føroyska rossið eller Føroyskt ross) er meget robust og nøjsom – den har levet og klaret sig selv i Færøernes barske natur i over 1000 år. Den er en lille godmodig hest med et mildt temperament. I dag bruges hesten mest til avl og fridtidsridning, men er oprindeligt en arbejdshest der blev brugt til at bære tunge læs.
Selvom det går fremad, så er racen stadig udrydningstruet. I slutningen af 2009 er der kun registreret 53 dyr: 23 hopper, 19 hingste og 11 vallakker.
Racen skal helst komme op på 200 avlsdyr for at være nogenlunde tryg.
De få færøske heste findes primært kun på Færøerne.

## Racebeskrivelse
Den færøske hest er en lille, harmonisk og tiltalende hest (pony) med forholdsmæssig dybde og bredde. Den har et velformet, tørt og udtryksfuldt hoved. Overvejende lidt kort, men velansat hals. Skulder- og mankepartiet danner et godt saddelleje. Den har en stærk overlinje, muskuløst og velformet – jævnligt lidt kort – kryds og en god lårmuskulatur. Lemmerne er forholdsmæssigt føre og tørre og overvejende velstillede, men fransk forstilling forekommer. Gennemgående er knæ og haseled velmarkerede og racen har særdeles gode hove med god hornkvalitet.
Selv om populationen i dag er meget lille, bærer ingen af hestene tegn på indavl eller degeneration. 
Racen er bekendt som en meget udholdende hest, der kan bære en forholdsmæssig stor vægt og er dertil meget sikker på benene.
Mange heste viser gode travegenskaber. Enkelte heste viser evnen til tølt.
Den færøske hests højde ligger på ca. 117-130 cm i stangmål.
De kan have farverne: Sort, brun, mørkebrun, rød og broget. Før i tiden kunne de have flere farver, men fordi bestanden blev reduceret så meget, forsvandt også mange farver.
Overvejende har de færøske heste et meget mildt temperament og derfor er de også velegnede til børn.
Klarer sig selv fint uden fodertilskud hele året ude i den færøske natur. I snevejr skraber de sig ned til græsset med deres hove.
På grund af at det regner meget på Færøerne, har hestene en meget tæt pels med højt fedtindhold, der beskytter godt mod regnen. Sommerpelsen er kort og blank. Vinterpelsen er meget stor og har meget lange dækhår.

## Historie
Hvornår den færøske hesterace er opstået er ikke helt klart. Nogen mener at de kom med de irske munke omkring år 726. Andre mener at landnamsfolket bragte dem med sig, fra Skandinavien og de Britiske Øer. 
Omkring 1800 var der ca 800 heste på Færøerne – som alle var rene færøske. Den er oprindeligt en arbejdshest og blev brugt til at bære tunge læs for folkene på Færøerne. Når man skulle flytte tørv, gødning, hø, sten og andet, samt når varer eller fine folk skulle flyttes fra en landsby til en anden, blev hestene taget i brug. Fordi den færøske natur generelt er ret ujævn og der ingen veje var, så var det ikke muligt at bruge vogne. Alt som skulle flyttes blev derfor lagt på ryggen af hesten og den blev derefter håndtrukket. Den blev kun i mindre grad brugt til ridning.
Når hestene ikke var i brug gik de og passede sig selv og vandrede i flokke omkring på øerne – både sommer og vinter.
I perioden ca. 1850-1920 blev der solgt mange færøske heste til Storbritannien hvor de på grund af deres størrelse og udholdenhed var ideelle til at trække vogne i de britiske kulminer. Det var en "let tjent mønt", så i mange landsbyer solgte bønderne alle deres heste.
Da brugen af plov og vogn vandt indpas i det færøske landbrug, og ridesporten blev populær, valgte folk andre hesteracer. Derfor begyndte man at importere fra andre lande. De fleste af disse heste fik samme levekår, som de færøske – når de var færdige med arbejde, kom de til at vandre sammen med de færøske heste. Dette medførte selvfølgelig at næsten alle hestene blev blandet – der var endda mange der troede at de færøske heste var helt uddøde.
I 1960’erne besluttede nogle privatfolk på Færøerne sig for, at de ville forsøge at redde den færøske hesterace. De fandt frem til 1 hingst og 4 hopper, som de mente kunne være ægte. I 1978 blev avlsforeningen "Felagið Føroysk Ross" dannet. De fik kontakt med landbrugsuniversitetet i Uppsala i Sverige og fik hermed blodprøvebestemt den daværende bestand til at være "uden fremment blod".
"Felagið Føroysk Ross" har siden den dag drevet stambogsført avl, samt sørger for at alle registrerede dyr bliver blodtestet for at være racerene.
I 2003 fik dr. Sofia Mikko lavet en mere avanceret DNA-analyse af de færøske heste. Den viser igen, at den færøske hest er en ren race – tættest i slægtskab med den islandske hest og dernæst med shetlandsponyen.
I juni 2025 blev der for første gang i over et århundrede født et færøsk hesteføl uden for Færøerne, hvilket gav håb om at kunne være med til at redde racen.